# フランツ・シュタウデッガー
フランツ・シュタウデッガー(ドイツ語: Franz Staudegger、1921年2月12日 - 1995年5月16日)は、ドイツの軍人。最終階級は親衛隊曹長。

## 経歴
1943年のクルスクの戦いでは騎士鉄十字章を受章する活躍を見せた。
その後、SS第101重戦車大隊でノルマンディ上陸作戦やバルジの戦いに参戦し、終戦を迎えた。

## 叙勲
- 鉄十字章
  - 二級鉄十字勲章1939年章
  - 一級鉄十字勲章1939年章
- 戦車突撃章
- 1941年/1942年東部戦線冬季戦記章
- 騎士鉄十字章
  - 騎士鉄十字章 (1943年7月10日)[1][2]